# Olaszország megyéi

Olaszország megyéi

Olaszországban a megyék (olaszul provincia) a régióknál kisebb, és azokhoz tartozó közigazgatási egységek, amelyek több községet (comuni) foglalnak magukba. Jogállásukról az alkotmány V. címe (114. cikk), valamint az ennek megfelelő másodlagos jogforrások rendelkeznek. Az autonóm megyék kivételével valamennyi megye tagja az olasz megyék uniójának (Unione delle Province d’Italia, Upi).

## Általános információk
Olaszországnak 110 megyéje van.
Valle d’Aosta esetében a megyei hatásköröket is a régió gyakorolja, mivel nincs megyékre osztva.
Bolzano és Trento autonóm megyék megyei, regionális és országos hatásköröket is gyakorolnak, és gyakorlatilag régiókként viselkednek. Mindkettőben működik egy, az állampolgárok által választott Megyei Tanács (Consiglio Provinciale), melyek együttese a Trentino-Alto Adige/Südtirol Regionális Tanácsa.
Négy szardíniai megye: Carbonia-Iglesias, Medio Campidano, Ogliastra, Olbia-Tempio nem feltétlenül rendelkezik megyei hivatalokkal, mert esetükben azok létesítése fakultatív.
Öt megye két székhellyel is rendelkezik: Pesaro és Urbino, Olbia-Tempio, Medio Campidano, Ogliastra és Carbonia-Iglesias, és egynek három székhelye is van (Barletta-Andria-Trani). 

### A megyék számának változása

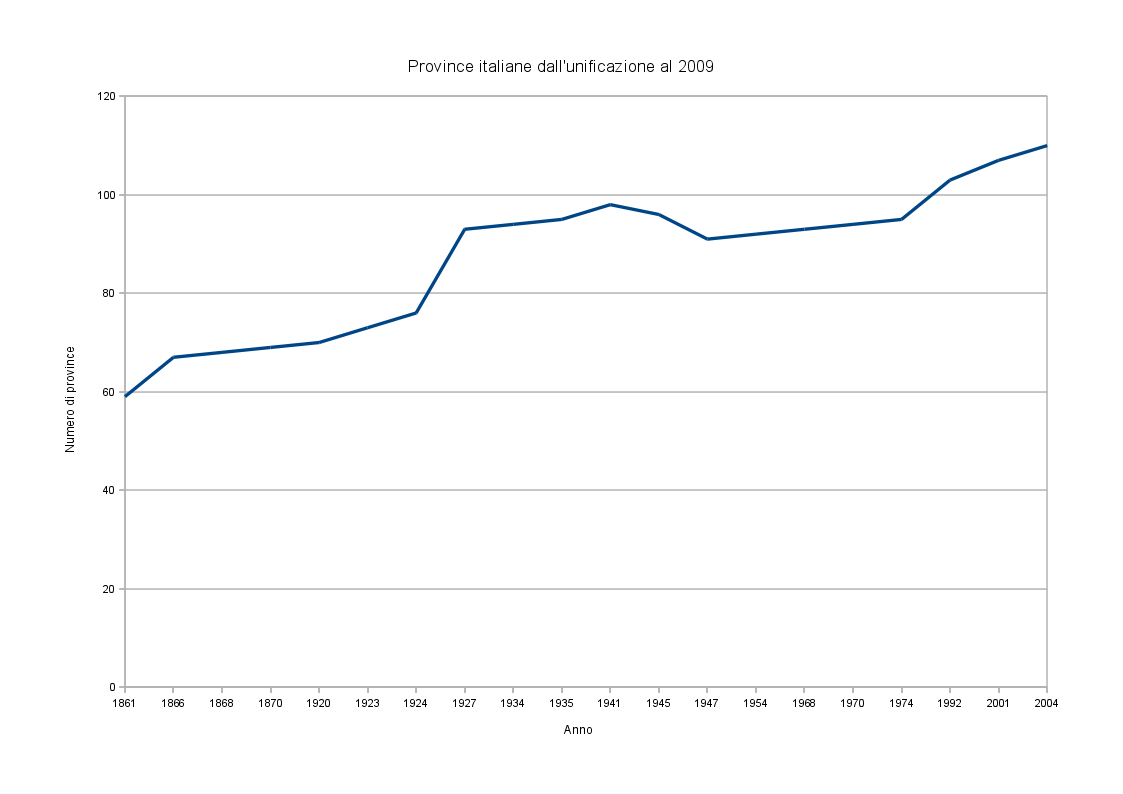
Az olaszországi megyék számának változása

| Év   | Megyék száma |
| ---- | ------------ |
| 1861 | 59           |
| 1866 | 68           |
| 1870 | 69           |
| 1920 | 70           |
| 1923 | 73           |
| 1924 | 76           |
| 1927 | 93           |
| 1934 | 94           |
| 1935 | 95           |
| 1941 | 98           |

| Év   | Megyék száma |
| ---- | ------------ |
| 1945 | 96           |
| 1947 | 91           |
| 1954 | 92           |
| 1968 | 93           |
| 1970 | 94           |
| 1974 | 95           |
| 1992 | 103          |
| 2001 | 107          |
| 2004 | 110          |

## Abruzzo
1. Chieti
2. L’Aquila
3. Pescara
4. Teramo

## Basilicata
1. Matera
2. Potenza

## Calabria
1. Catanzaro
2. Cosenza
3. Crotone
4. Reggio Calabria
5. Vibo Valentia

## Campania
1. Avellino
2. Benevento
3. Caserta
4. Napoli (Nápoly)
5. Salerno

## Emilia-Romagna
1. Bologna
2. Ferrara
3. Forlì-Cesena
4. Modena
5. Parma
6. Piacenza
7. Ravenna
8. Reggio Emilia
9. Rimini

## Friuli-Venezia Giulia
1. Gorizia
2. Pordenone
3. Trieszt
4. Udine

## Lazio
1. Frosinone
2. Latina
3. Rieti
4. Róma
5. Viterbo

## Liguria
1. Genova
2. Imperia
3. La Spezia
4. Savona

## Lombardia
1. Bergamo
2. Brescia
3. Como
4. Cremona
5. Lecco
6. Lodi
7. Mantova
8. Milánó
9. Monza
10. Pavia
11. Sondrio
12. Varese

## Marche
1. Ancona
2. Ascoli Piceno
3. Fermo
4. Macerata
5. Pesaro és Urbino

## Molise
1. Campobasso
2. Isernia

## Piemonte (Piemont)
1. Alessandria
2. Asti
3. Biella
4. Cuneo
5. Novara
6. Torino
7. Verbano-Cusio-Ossola
8. Vercelli

## Puglia
1. Bari
2. Barletta-Andria-Trani
3. Brindisi
4. Foggia
5. Lecce
6. Taranto

## Sardegna (Szardínia)
1. Cagliari
2. Carbonia-Iglesias
3. Medio Campidano
4. Nuoro
5. Ogliastra
6. Olbia-Tempio
7. Oristano
8. Sassari

## Sicilia (Szicília)
1. Agrigento
2. Caltanissetta
3. Catania
4. Enna
5. Messina
6. Palermo
7. Ragusa
8. Siracusa
9. Trapani

## Toscana (Toszkána)
1. Arezzo
2. Firenze
3. Grosseto
4. Livorno
5. Lucca
6. Massa-Carrara
7. Pisa
8. Pistoia
9. Prato
10. Siena

## Trentino-Alto Adige/ Trentino-Südtirol (Trentino-Dél-Tirol)
1. Bozen / Bolzano autonóm megye
2. Trento (Trentino) / Trient autonóm megye

## Umbria
1. Perugia
2. Terni

## Valle d’Aosta / Vallée d’Aoste
1. Aosta / Aoste

## Veneto
1. Belluno
2. Padova
3. Rovigo
4. Treviso
5. Venezia (Velence)
6. Verona
7. Vicenza

## Galéria

Abruzzo
Basilicata
Calabria
Campania
Emilia-Romagna
Friuli-Venezia Giulia
Lazio
Liguria
Lombardia
Marche
Molise
Piemont
Puglia
Szardínia
Szicília
Toszkána
Trentino-Alto Adige
Umbria
Valle d’Aosta
Veneto

## Lásd még
- Olaszország régiói